# 藏银穗草
藏银穗草（学名：Leucopoa deasyi）为禾本科银穗草属下的一个种。

## 扩展阅读
- 維基物種上的相關：藏银穗草